# Franklin Carabalí
Franklin Alexander Carabalí Carabalí (Quito, Ecuador; 27 de junio de 1996) es un futbolista ecuatoriano. Juega de defensa y su equipo actual es El Nacional de la Serie A de Ecuador.

## Trayectoria
Inició su carrera en 2014 en las divisiones juveniles de la Universidad Católica de Ecuador. Su debut con el primer equipo tuvo lugar en 2017 durante el Campeonato Ecuatoriano de Fútbol contra Fuerza Amarilla, en un partido que culminó con una victoria 3-1. Anotó su primer gol el 24 de junio del mismo año frente a El Nacional en un empate 1-1, correspondiente a la sexta jornada del campeonato ecuatoriano. También debutó a nivel internacional ese mismo año en el partido de vuelta por la segunda fase de la Copa Sudamericana contra Fluminense, en el que su equipo sufrió una derrota de 4-0.
En 2018, fue cedido al América de Quito de la Serie B de Ecuador, con el que logró ascender a la Serie A como subcampeón. Posteriormente, retornó a la Universidad Católica en 2019, donde disputó 21 encuentros en la Serie A, aunque no logró marcar goles.
En 2020, dio el salto al fútbol estadounidense al unirse al Orlando City B de la USL League One. Volvió a Ecuador en 2021 para integrarse al Aucas, jugando 16 partidos sin marcar goles, y compitiendo en la Copa Sudamericana, aunque su equipo no logró superar la fase de grupos.
En 2022, fue cedido a Mushuc Runa, destacando con 23 apariciones y 2 goles, además de participar en la Copa Sudamericana, donde su equipo fue eliminado en la fase previa por Liga de Quito.
Regresó brevemente al Aucas en 2023 antes de volver a Mushuc Runa, donde jugó 10 partidos. 

## Clubes
Actualizado al último partido disputado el 25 de julio de 2025.
| Club                      | País           | Año           | PJ  | Goles |
| ------------------------- | -------------- | ------------- | --- | ----- |
| Universidad Católica      | Ecuador        | 2014          | -   | -     |
| Universidad Católica      | Ecuador        | 2015          | -   | -     |
| Universidad Católica      | Ecuador        | 2016          | -   | -     |
| Universidad Católica      | Ecuador        | 2017          | 12  | 1     |
| América de Quito (cedido) | Ecuador        | 2018          | 5   | 1     |
| América de Quito (cedido) | Ecuador        | 2019          | 21  | 0     |
| Orlando City B            | Estados Unidos | 2020          | 10  | 0     |
| Aucas                     | Ecuador        | 2020-2021     | 16  | 0     |
| Mushuc Runa (cedido)      | Ecuador        | 2021-2022     | 15  | 1     |
| Aucas                     | Ecuador        | 2022-2023     | 6   | 0     |
| Mushuc Runa               | Ecuador        | 2023-2024     | 11  | 0     |
| Libertad F. C.            | Ecuador        | 2024          | 0   | 0     |
| Estudiantes de Mérida     | Venezuela      | 2024          | 16  | 1     |
| El Nacional               | Ecuador        | 2025-act.     | 23  | 2     |
| Total carrera             | Total carrera  | Total carrera | 142 | 7     |